# ピンク・レディー・イン・USA
『ピンク・レディー・イン・USA』はピンク・レディーのオリジナルとしては4枚目となるアルバム。1979年9月5日にビクター音楽産業（現、ビクターエンタテインメント）より発売された。
- 『ピンク・レディー・イン・USA』は1979年6月1日に全米にて発売されたアルバム『PINK LADY』の日本発売盤のものである。（収録曲は同じ）
- マイケル・ロイドによるプロデュースの世界デビューアルバムである。
- ウィスパー的な歌い方など、全体的にそれまでのピンク・レディーの発声法とは違っていて、本人たちも勉強になったし自信に繋がったとコメントしている。
- アジア内でも、海賊盤で海外盤として発売されている（特に韓国、粗悪なカウンター・フィット盤）。なお韓国ではヒュンダイレーベルから、同国内で行われたフェスティバルの公演が、国内でだけ発売されている。同公演は日本国内でも発表されていない。

- 2002年12月15日にCD化。レーベルはViViD SOUND。

## 収録曲
SideA
1. Kiss In The Dark
  - Michael Lloyd Arranged by John D'Andrea
  - 全米デビュー第一弾シングル。エレクトラより世界40数カ国同時発売された。
  - ビルボード、キャッシュ・ボックスで63位にチャートイン、37位まで上昇した。
  - 本人たちが日本でのイメージでなくどこかで望んでいたピンク・レディーの形だったとコメントしている。
2. Dancing In The Halls Of Love
  - Billy Alessi - Bobby Alesy Arranged by John D'Andrea
  - 全米デビュー第二弾シングルとして1979年8月に発売されている。
  - アメリカの兄弟デュオAlessiのカヴァー。
3. Show Me The Way To Love
  - Michael Lloyd Arranged by John D'Andrea
  - アメリカ盤「Dancing In The Halls Of Love」のB面。
4. Walk Away Renee
  - Mike Brown - Bob Calilli- Tony Sansone Arranged by Erich Bulling　
  - 　シングル「KISS IN THE DARK」のB面。レフト・バンクのカヴァー。
5. Strangers When We Kiss
  - Michael Lloyd - John D'Andrea Arranged by John D'Andrea
  - シングル「うたかた」の原曲。
  - 本人たちも特に気に入っている1曲で、自分たちのノリや精神に合っている曲だとコメントしている。
  - 再結成後のメモリアル・コンサートでも歌唱された。振りは「うたかた」とほとんど同じであるが細部が少し違う。

SideB
1. Love Me Tonight
  - Daniele Pace - Mario Panzeri- Lorenzo Pilat - Barry Mason Arranged by John D'Andrea
  - トム・ジョーンズのカヴァー。
2. I Want To Give My Everything
  - Larry Weiss Arranged by John D'Andrea
  - カール・ダグラスのカヴァー。
3. Deeply(From the motion picture "HAPPY")
  - Norman Gimbel - Charies Fox Arranged by John D'Andrea
  - Anson Williamsのカヴァー。
  - US映画『HAPPY』の挿入歌として起用。
4. Give Me Your Love
  - Bob Gundry Arranged by John D'Andrea
  - Leslie and Kellyのカヴァー。
  - 再結成後のメモリアル・コンサート（Vol.3）でも歌唱されたが権利の問題でDVD未収録であった。
5. Love Countdown
  - Detlef Petersen - James Hopkins- James Harrison - Geoffey Peacey Arranged by John D'Andrea
  - Luan Petersのカヴァー。
  - 元々この曲が全米デビュー曲として伝えられていたが「KISS IN THE DARK」に変更された。
  - 再結成後のメモリアル・コンサートでは振り付きで歌唱され、この振り付けを覚えて客席で一緒に踊る観客の姿が大勢見られた。